# ImpressPages CMS
ImpressPages CMS（インプレスページズ・シーエムエス）および ImpressPages は、PHP、MySQLなどで動作するコンテンツ管理システム (CMS)。ドラッグ・アンド・ドロップを用いてWebサイトのレイアウトを構築できる。多言語のページ構築に配慮した構成になっている、といった特徴がある。
ImpressCMS と名称が似ているが、関係はない。

## 動作環境
2.x および 3.x の必須環境は下記の通り。
- Apache サーバ
- Apache "mod_rewrite" エクステンション
- PHP 5.3
- PHP GD ライブラリ
- PHP mbstring ライブラリ
- PHP curl ライブラリ
- MySQL 5 以上
- 30 MB 以上の空容量
- ini_set ファンクションの有効

## 多国語の対応
配布されているパッケージでは、インストールに限っていくつかの言語が含まれている。実際の運用では各言語の言語ファイルをインポートして使用する。
日本語に関しては個人で言語ファイルを対応させる動きが出ており、2012年5月に公式サイトで日本語言語ファイルが公開された。日本語解説サイトも構築され、日本語での利用も可能になった。